# Gilbert Ignatius Sheldon
Gilbert Ignatius Sheldon (ur. 20 września 1926 w Cleveland, Ohio, zm. 24 kwietnia 2023) – amerykański duchowny katolicki, biskup Steubenville w latach 1992–2002.

## Życiorys
28 lutego 1953 otrzymał święcenia kapłańskie z rąk abp. Edwarda Hobana i inkardynowany został do rodzinnej diecezji Cleveland.
12 kwietnia 1976 papież Paweł VI mianował go biskupem pomocniczym Cleveland ze stolicą tytularną Taparura.  Sakry udzielił mu ówczesny zwierzchnik diecezji bp James Hickey.
28 stycznia 1992 został wyznaczony na biskupa diecezjalnego sąsiedniej diecezji Steubenville. Na emeryturę przeszedł 31 maja 2002 roku.